# Saint-Pierre-d’Eyraud
Saint-Pierre-d’Eyraud (okzitanisch: Sent-Peir-d’Eiraud) ist eine französische Gemeinde mit 1.801 Einwohnern (Stand: 1. Januar 2022) im Département Dordogne in der Region Nouvelle-Aquitaine. Sie gehört zum Arrondissement Bergerac und zum Kanton Pays de la Force. Die Einwohner werden Pierrotins genannt.

## Geographie
Saint-Pierre-d’Eyraud liegt in der Landschaft Périgord am Fluss Dordogne, der die südliche Gemeindegrenze bildet. Hier mündet auch der Eyraud in die Dordogne. Umgeben wird Saint-Pierre-d’Eyraud von den Nachbargemeinden Fraisse im Norden, Saint-Georges-Blancaneix im Nordosten, La Force im Osten, Lamonzie-Saint-Martin im Südosten, Gardonne im Süden, Saint-Avit-Saint-Nazaire im Südwesten, Le Fleix im Westen sowie Monfaucon im Westen und Nordwesten.

## Bevölkerungsentwicklung
| Jahr                       | 1962 | 1968 | 1975 | 1982 | 1990 | 1999 | 2006 | 2018 |
| Einwohner                  | 1396 | 1358 | 1294 | 1366 | 1476 | 1480 | 1595 | 1807 |
| Quellen: Cassini und INSEE |      |      |      |      |      |      |      |      |

## Sehenswürdigkeiten
- neogotische Kirche Saint-Pierre-et-Saint-Paul, 1880 geweiht

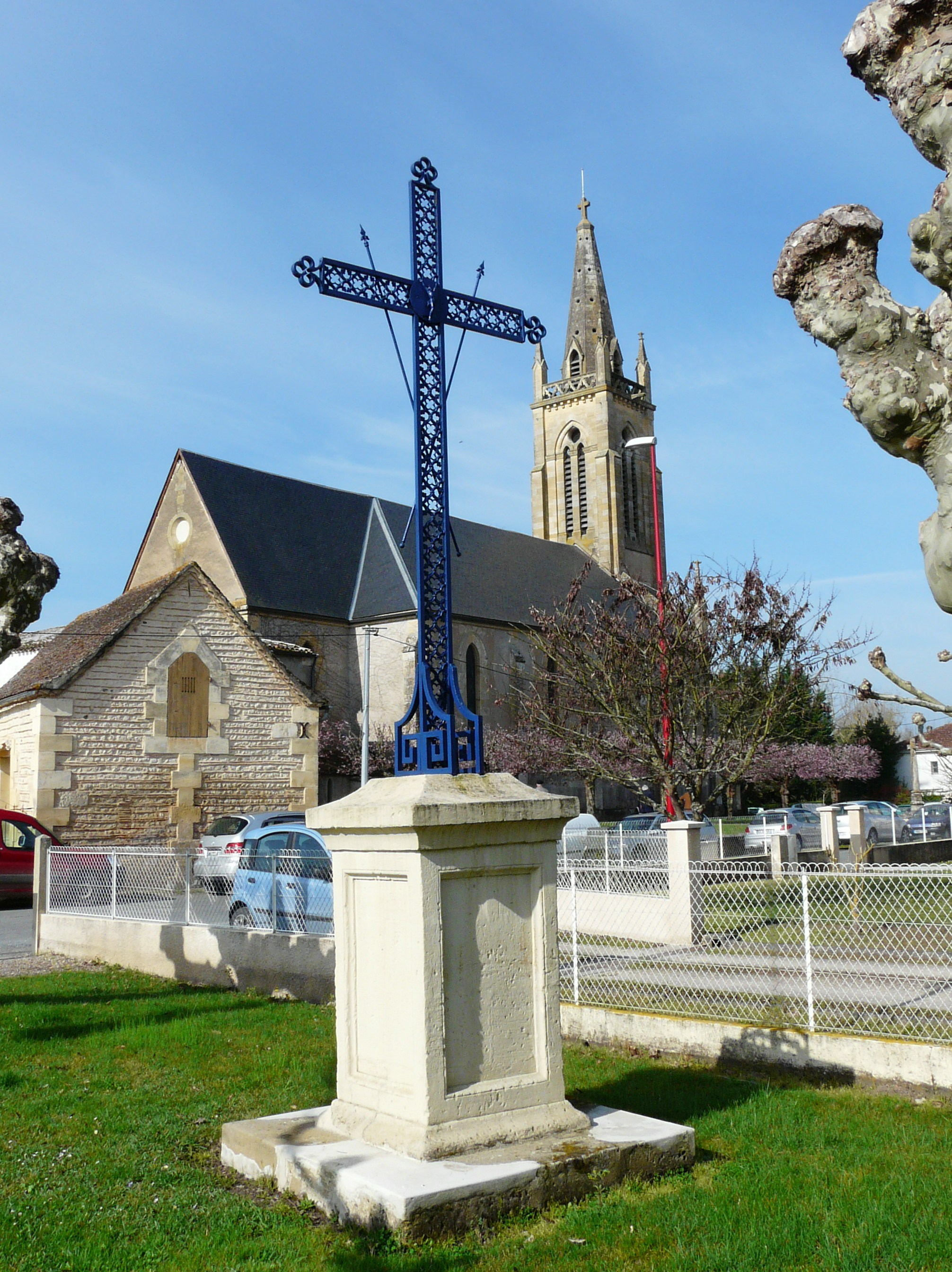
Kirche Saint-Pierre-et-Saint-Paul